# Eidgenössische Technische Hochschule Zürich
De Eidgenössische Technische Hochschule Zürich, afgekort ETH Zürich, is een universiteit in de Zwitserse stad Zürich. Het is een zusteruniversiteit van de Franstalige École Polytechnique Fédérale de Lausanne. Het ETH is in tegenstelling tot de Universiteit Zürich een federaal instituut, waardoor het onder direct bestuur van de bondsstaat Zwitserland staat.
In totaal studeren aan de ETH 15.000 studenten en promovendi en zijn er ongeveer 550 professoren. Het totaalbudget bedroeg in 2010 ongeveer 1,4 miljard Zwitserse franken. Circa twintig alumni of hoogleraren van de ETH Zürich, waaronder Wilhelm Röntgen, Wolfgang Pauli en Albert Einstein, hebben sinds 1901 een Nobelprijs ontvangen. Ook vele alumni werkzaam op gebieden waar geen Nobelprijs wordt uitgereikt, zoals wiskunde (Niklaus Wirth en Georg Cantor) en architectuur (Hendrik Petrus Berlage) zijn wereldwijd bekend. De universiteit wordt tot de 10 beste ter wereld gerekend.

## Geschiedenis
De ETH werd in 1854 door de Zwitserse staat opgericht en opende haar deuren een jaar later. Het begon als de Eidgenössische Polytechnische Schule en had zes departementen, te weten: architectuur, civiele techniek, werktuigbouwkunde, scheikunde, bosbouw en een speciaal departement dat wiskunde, natuurwetenschappen, literatuur en sociale en politieke wetenschappen omvatte. Destijds huisden de beide universiteiten van de stad in hetzelfde gebouw.
In 1909 werd de structuur van de universiteit hervormd en sindsdien mag ETH ook doctorstitels verlenen. In 1911 kreeg de school haar huidige naam. In 1924 zou het aantal departementen worden uitgebreid naar twaalf en weer later naar zestien.

## Reputatie en ranking
Doorgaans plaatsen diverse ranglijsten van universiteiten de ETH Zürich als beste universiteit van continentaal Europa en wordt de universiteit consequent gerangschikt bij de top 1-5 universiteiten in Europa, en behoort de ETH Zürich tot de 3 tot 10 beste universiteiten van de wereld.

## Departementen
De ETH Zürich is onderverdeeld in zestien departementen:
- Architectuur
- Bouw, milieu en geomatica
- Biosystemen
- Informatica
- Informatietechnologie en elektrotechniek
- Materiaalwetenschap
- Machinebouw en procestechniek
- Biologie
- Scheikunde en toegepaste biowetenschappen
- Wiskunde
- Natuurkunde
- Aardwetenschappen
- Gezondheidswetenschappen en technologie
- Milieusysteemwetenschappen
- Management, technologie en economie
- Geestes-, sociale en politieke wetenschappen

## Professoren
Onder meer volgende professoren waren verbonden aan de ETH:
- Elwin Bruno Christoffel
- Heinz Ellenberg
- Marcel Grossmann
- Adolf Hurwitz
- Conrad Keller
- Hans Kollhoff
- Jürgen Moser
- Gabriel Narutowicz
- Helga Nowotny
- Wilhelm Oechsli
- Franz Reuleaux
- Johann Jakob Rüttimann
- Otto Stoll
- Sara van de Geer
- Heinrich Weber
- Victor Weisskopf

## Alumni
Onder meer volgende personen studeerden aan de Eidgenössische Technische Hochschule Zürich:
- Pieter Feyo Onno Rembt Sickinghe (1900-1974), hofdienaar, directeur van het Koninklijk Huisarchief en bestuurder
- Marguerite Steiger (1909-1990), chemica en onderneemster[3]

- Bibsys: 6013767
- Biblioteca Nacional de España: XX91316
- Bibliothèque nationale de France: cb11882844n (data)
- Catàleg d'autoritats de noms i títols de Catalunya: 981058511756506706
- CiNii: DA00663802
- Gemeinsame Normdatei: 2023928-2
- International Standard Name Identifier: 0000 0001 2156 2780
- Library of Congress Control Number: n80126021
- Nationale Bibliotheek van Letland: 000050564
- Bibliotheek van het Japanse parlement: 001182962
- Nationale Bibliotheek van Tsjechië: ko2002102420
- Nationale bibliotheek van Australië: 36098673
- Nationale Bibliotheek van Israël: 987007260614805171
- LIBRIS: 113594
- Système universitaire de documentation: 026615002
- Trove: 1212090
- Union List of Artist Names: 500312233
- Virtual International Authority File: 125099638

Aken ·
Delft ·
Londen · 
Parijs ·
Zürich
 België: 
Faculté polytechnique de Mons · 
Université catholique de Louvain · 
Université libre de Bruxelles · 
Université de Liège · 
Vrije Universiteit Brussel · 
 Denemarken: 
Danmarks Tekniske Universitet · 
 Brazilië: 
Universiteit van São Paulo · Escola Politécnica da Universidade de São Paulo · 
 Duitsland: 
Rheinisch-Westfälische Technische Hochschule · 
Technische Universiteit Berlijn · 
Technische Universität Darmstadt · 
Technische Universität Dresden · 
Leibniz Universität Hannover · 
Technische Universität München · 
Friedrich-Alexander-Universität Erlangen-Nürnberg · 
Universiteit van Stuttgart · 
 Finland:
Teknillinen Korkeakoulu ·
 Frankrijk:
École Centrale de Lille · 
École centrale de Lyon ·
École centrale de Marseille ·
École centrale de Nantes ·
École centrale Paris ·
École nationale des ponts et chaussées ·
École nationale supérieure de techniques avancées · 
Institut supérieur de l'aéronautique et de l'espace · 
École Supérieure d'Électricité · 
 Griekenland:
Aristoteles-universiteit van Thessaloniki · 
Ethniko Metsovio Polytechnio Athina ·
 Hongarije:
Budapest University of Technology and Economics · 
 Italië:
Politecnico di Milano ·
Politecnico di Torino · 
Universiteit van Padua ·
Università degli Studi di Trento ·
 Noorwegen:
Technisch-natuurwetenschappelijke Universiteit van Noorwegen ·
 Oostenrijk:
Technische Universiteit Wenen ·
 Polen:
Wroclaw University of Technology ·
 Portugal ·
Instituto Superior Técnico · 
 Rusland:
Technische Staatsuniversiteit van Moskou ·
Moscow State Technical University of Radio Engineering · 
Tomsk Polytechnic University ·
 Spanje:
Universidad Politécnica de Madrid · 
Universitat Politècnica de València · 
Universidad Pontificia Comillas · 
Universidad de Sevilla · 
Universitat Politècnica de Catalunya · 
 Tsjechië:
Tsjechische Technische Universiteit · 
 Turkije:
Technische Universiteit Istanboel · 
 Verenigd Koninkrijk:
Queen's Universiteit van Belfast · 
 Zweden:
Technische Universiteit Chalmers · 
Kungl. Tekniska Högskolan ·
Lunds Tekniska Högskola · 
 Zwitserland:
Eidgenössische Technische Hochschule Zürich · 
Technische Universiteit van Lausanne
Aalborg ·
Aken ·
Barcelona ·
Belgrado · 
Berlijn · 
Boedapest · 
Boekarest · 
Braunschweig · 
Brno ·
Darmstadt ·
Delft ·
Dresden ·
Dublin ·
Enschede · 
Gdańsk · 
Gent ·
Glasgow · 
Göteborg ·
Graz ·
Grenoble ·
Guildford · 
Haifa ·
Hannover ·
Helsinki ·
Istanboel ·
Karlsruhe ·
Kaunas ·
Lausanne ·
Leuven ·
Lissabon ·
Lissabon NOVA ·
Louvain-la-Neuve ·
Lund · 
Lyon ·
Madrid ·
Milaan ·
Parijs-Saclay ·
Parijs ParisTech ·
Porto ·
Poznań ·
Praag ·
Riga ·
Sheffield · 
Stockholm ·
Stuttgart ·
Tallinn ·
Tomsk ·
Trondheim ·
Turijn ·
Valencia ·
Warschau ·
Wenen ·
Zürich